# IMALU
IMALU（イマル、1989年9月19日 - ）は、日本のモデル、タレント、歌手。本名：大竹 いまる（おおたけ いまる）。
東京都出身。エスター、リトルトウキョウプロダクションを経て、TWIN PLANET所属。

## 略歴
1989年9月19日14時4分頃、東京都内の病院で生まれた。生まれた時の体重は3240g。父はお笑い芸人の明石家さんま、母は女優の大竹しのぶ（両親は1992年9月に離婚）。名前の『いまる』は父親であるさんまの座右の銘「いきてるだけでまるもうけ（生きてるだけで丸儲け）」からと、一方大竹は「いまをいきる（今を生きる）」から命名したと述べている。この名前は変わった名前だとして、父さんまはみんなから反対されたと言うが「かっこいいと思ったから」や、母しのぶ方の祖母の家系が代々キリスト教であり祖母の名前が『江すてる』なため「お前の方が変わっとるやないかい」とも言っていた。なお、父さんまのその座右の銘の「生きてるだけで丸儲け」は日本航空123便墜落事故において事情があって当該便の搭乗を回避し命拾いをした経験に由来している。異父兄がいる。
東京都の私立女子中学校を卒業後、語学留学のためカナダのブリティッシュコロンビア州ビクトリアに住み、隣接するオークベイ市にあるオークベイ・ハイスクールへ進学。2008年4月に卒業した。マギル大学心理学科中退。
両親共に芸能人であることに加え本人も音楽好きでヒップホップのダンスレッスンやボイストレーニング、ジャズ、ギターを通して歌手を強く志して芸能界入りを決意し、芸能界へのデビューについて大竹しのぶが明石家さんまへ報告した。デビュー前は両親が有名芸能人であることのプレッシャーを感じなかったが、デビュー後には両親からの大きな影響を肌で感じている。
ファッション誌『Zipper』2009年6月号でファッションモデルとしてデビューし、磯本美穂編集長は身長150cmと小柄だが「顔が小さく全体のバランスがとてもいいね」と評している。2009年、テレビドラマ『リアル・クローズ』で主演香里奈演ずる天野絹恵の妹まゆ役で女優デビューする。同年11月17日に『笑っていいとも!』へのゲスト出演予定を体調不良でキャンセルするも、同年12月6日放送回『おしゃれイズム』でトーク番組に初出演する。
2009年11月下旬、ユニバーサル ミュージックから歌手としてメジャーデビューが正式発表され、2010年1月13日、同社内レーベル・ユニバーサルシグマからシングル『Mashed potato』でデビューする。
2013年4月1日より、個人事務所である株式会社リトルトウキョウプロダクションに第1号タレントとして所属。
2022年4月5日、TWIN PLANETに所属することを発表。リトルトウキョウプロダクションがマネジメント業務を終了することによる移籍。
2025年3月8日、国際女性デー表彰式 HAPPY WOMAN AWARD 2025 for SDGsを受賞した。

## 人物
- 出生より2歳までの姓は明石家さんまの本名の苗字である杉本（すぎもと）。両親は1992年9月に離婚。母のもとで育った。
- 父・さんまと同居していた頃の記憶はほとんどないが、両親は離婚後も良好な関係を維持したため、IMALUはさんまと映画を観に行ったり食事をするなどしていた[3]。ばいきんまん の「ハ〜ヒフ〜ヘホ〜！」の言い回しをせがむ事が多く、彼にも思い入れがあるキャラクターに成っていた[26]。
- 子供の頃から自宅に芸能人が数多く来ており、芸能人が身の回りにいる事が当たり前だったが、子供の頃は「ただ面白いおじちゃん」や「優しいお姉さん」という印象でしかなかった。テレビを見て芸能人を呼び捨てにするとさんまから「テレビだとしても呼び捨てにするな」と教育されていた。また、『A-Studio』（TBS）にてどんなゲストが来ても平等に構え、緊張せずにアシスタントを務めた。
- 母親の事は「お母さん」父親の事は「ボス」と呼んでいる[要出典]。

- ディズニーランドへ両親やいとこと遊びに行った際に、両親共に普段から変装したがらない人であるが、さすがに人数が多いため、さんまは帽子を被り、首から下げたタオルを口に咥えていたが、さんまの笑い声ですぐにバレたことがある。
- 本人は覚えていないが、幼稚園の運動会にさんまが父兄対抗リレーでスタートから逆走し、ギャラリーの笑いを取ったが、IMALUはとても恥ずかしがり「もう来ないで！」と大泣きした。
- 両親が有名人なため、小学生の頃に違うクラスの同級生らから「友達になってください」と何度もいわれた。IMALUは「友達は自然に出来るもの」という考えを持っていたため、「すごく悲しかった」と語った。
- 母親譲りの天然ボケであり、番組で自身に関するクイズを出題した際に思わずわかりやすいヒントをバラしてしまい、一瞬は「大女優の娘ですからそんなボロは出しません」と誤魔化したが、全員正解してしまい、「スタッフさんごめんなさい」と平謝りしていた。
- デビュー時には、父・さんまから「親の名前でデビューするんだから、人の倍は努力しろ」と言われた。デビュー後間もなく、仕事や人間関係に悩み、さんまに泣きながら電話をした際、「何、泣いてるのや。笑えや、笑え」と返答された。IMALUは、「当時は『この人、話にならない』って思ったんですけれど、うちの父らしいアドバイスなんですよね」と語っている[3]。なお、さんまとは共演したことはないが、これは共演NGとなっているためである[27][28]。
- Jリーグ・藤枝MYFC所属の大竹隆人は従兄[29]である。
- エレキコミックのやついいちろう[30]、西川貴教[31]、UVERworldのTAKUYA∞[32]、山崎裕太、仲里依紗[33]の他、母親の大竹しのぶと親交が深かった飯島愛と交友があり、飯島の死去後に毎年関係者や友人らが行う誕生日会に毎年出席している[34]。
- 霊感が強く、子供の頃に家族を巻き込むほどの心霊体験をしている。ちなみに実父のさんまも霊感があり、「火の玉を見た」と場所も言わずに話したところ「家の二階のトイレやろ？」とさらりと当てられた。
- 本人曰く、漢字の読み書きが苦手である[35]。
- ピザとカレーが好物[36]。
- 母・大竹しのぶと一緒に実家に居住し[37]「スー」と「バルー」なる犬を飼育[38]しており、バルーはかつて父・明石家さんまから譲られ、IMALUが13歳の時に死亡した「ルル」のひ孫である。幼少時から犬好きである[39]。
- 両親が恋人役で共演し、結婚するきっかけとなったドラマ『男女7人夏物語』（TBS）のビデオは観たことがなく、「自分の両親が恋人役のドラマなんて見たくない」[40]と言っている。
- カナダ留学時は積極的に声をかけなければならず、友達作りに苦労した。しかし、在学中にスーパーで働いている男性が気になっており、たまたま友人と浜辺に訪れた際に男性と出会い、日本とは異なり交際にオープンなカナダ人の友人たちに後押しされ勇気を出して声をかけ、交際したことがある。それがきっかけで積極性を持ち、友人関係や交際に関してポジティブになれたという。
- オリコン「2009年度理想の親子ランキング」2位[41]、オリコン2009年度「活躍が期待される2世有名人ランキング」1位[42]、goo「今後活躍しそうだと思う、2010年に成人式を迎える有名人ランキング」6位[43]。

### 受賞
- ベストスタイリングアワード2010受賞
- 親子大賞2011受賞
- 「動物愛護ONE LOVE アワードオブザイヤー2013」受賞
- 日本ボウリング場協会主催「マスメディア大賞2014」グランプリ
- Honeyce'1周年記念「Sweet Honey Award 2014」ビューティーマルチタレント部門受賞
- ジャパンペットアワード2015受賞
- ワコール Red Fashionista Award2016芸能部門受賞
- 第10回 日本シューズベストドレッサー賞2017　女性部門受賞

## 作品

### シングル
IMALU
|          | 発売日        | 作品名                  | チャート成績 | チャート成績 |
| オリコン | 発売日        | 作品名                  | RIAJ         |              |
| -------- | ------------- | ----------------------- | ------------ | ------------ |
| 1st      | 2010年1月13日 | Mashed potato           | 50           | -            |
| 2nd      | 2010年3月3日  | そんな名前 欲しくないよ | 163          | 42           |
| 3rd      | 2010年4月28日 | Uh Uh                   | 169          |              |
| 4th      | 2012年3月7日  | 4751日 もういないキミへ | 196          |              |

LULU X（ルルエックス）
- Where Are You Now（2017年4月28日）

TOKYO MONSTERS feat. IMALU
- 沈黙のEXPLOSION（2020年4月10日）※デジタル配信
  - 作詞・IMALU / 作曲・編曲：Jeff Miyahara・U

2020年4月、映画専門チャンネル「ムービープラス」にて、スティーヴン・セガールの68歳の誕生日を祝し「特集：セガール誕生祭2020」を放送。その特集のテーマソングを制作した。。

## 出演

### テレビドラマ
- リアル・クローズ（2009年10月 - 12月、関西テレビ） - 天野まゆ 役 ※女優デビュー

### その他のテレビ番組
太字は現在出演中。
- RUSH BALL TV 〜IMALUのROCK MODE〜 （2009年、読売テレビ）
- A-Studio （2010年4月2日 - 2011年4月1日、TBS、2代目アシスタント） レギュラー
- GO!FES TV （2010年、テレビ東京） 地上波のレギュラーMCに初挑戦
- 中居正広の金曜日のスマイルたちへ （2011年10月28日 - 2024年12月13日、TBS、パネラー） 準レギュラー※主に大竹しのぶ不在時
- 仕事ハッケン伝 （2013年4月25日、NHK） スターバックス店員を体験
- アッコにおまかせ! （2013年4月 - 、TBS） 準レギュラー
- weekend Hips （2014年4月 - 2015年3月28日、TOKYO MX） レギュラー
- カラダハレルーヤ （2014年7月 - 12月、フジテレビ） 天達武史と出演
- 不思議探求バラエティー ザ・世界ワンダーX （2014年10月19日 - 2015年3月8日、TBS） レギュラー
- 伝えてピカッチ （2013年 - 2015年、NHK） 不定期出演
- くりぃむクイズ ミラクル9 （テレビ朝日） 不定期出演
- ほっと、ひと息 東京くつろぎガイド （2015年4月 - 8月、TOKYO MX） レギュラー
- Break Out （2014年 - 、テレビ朝日） ナビゲーター
- スイッチ!（2013年 - 2020年3月26日、東海テレビ） - 火曜→水曜レギュラー
- BOMBER-E（2016年4月12日、メ〜テレ） - プライベートナイトの出演、ライブイベント「BOMER-E LIVE HOT6」（2014年4月1日）の出演
- ゲーム★マニアックス（2017年1月7日 - 2020年7月25日、アニマックス） - MC
- ローカル路線バス乗り継ぎの旅Z（2017年3月25日、テレビ東京）
- かわいいアニマル大集合!どうぶつのじかん（2017年10月2日 - 2018年9月23日、BS-TBS） - MC
- JOYのASOBU-TV JOYnt! （2018年6月、2019年3月20日、群馬テレビ）
- ぶらり途中下車の旅 （日本テレビ） - 旅人
  - 東西線の旅（2021年3月13日）[46]※初旅人
  - 日比谷線の旅（2021年9月18日）[47]
- 突然ですが占ってもいいですか?（2021年11月10日、フジテレビ）
- この恋イタすぎました（2022年8月4日、日本テレビ）-ゲスト出演
- IMALUのよ〜りよ〜り奄美さんぽ （2023年3月 - 、奄美テレビ・BSよしもと）

### 映画
- アーサーと魔王マルタザールの逆襲（2010年、フランス映画、日本での配給：アスミック・エース） - リプレイ 役 ※声優初挑戦
  - 映画主題歌に初挑戦(3rdシングル「Uh Uh」)
- ザ・スピリット（2009年） 宣伝キャプテン
- 曲がれ!スプーンについて話したい!長澤まさみ×IMALU ガーリーシネマトーク（日本映画専門チャンネル）
- ユキとニナ（2010年） 映画についてのコメント[48]
- ランウェイ☆ビート（2011年、松竹） - 秋川杏奈 役

### テレビ映画（吹き替え）
- ディセンダント（2015年12月18日、ディズニーチャンネル） - オードリー 役[49]

### ラジオ
- tre-sen （2009年 - 2012年9月、FMヨコハマ）@peps!ミュージック RADIO アシスタント
- IMALUのオールナイトニッポン （2010年1月6日、ニッポン放送）小栗旬の代打として[50]
- TOKYO CONCIERGE（2009年6月7日、J-WAVE） ゲスト[51]
- ENTERTAINMENT EXPRESS（2010年3月4日、J-WAVE）ゲスト[52]
- GROOVE LINE（2010年1月5日、J-WAVE） ゲスト
- KAGOME TASTE OF LIFE（2010年3月7日、J-WAVE）ゲスト
- 爆笑問題の日曜サンデー （2010年1月10日、TBSラジオ） ゲスト
- Kakiiin （2010年1月12日、TBSラジオ）MusicSelectors ゲスト
- DHC COUNTDOWN jp （2010年4月24日、TOKYO FM） ゲスト
- 笑福亭鶴瓶 日曜日のそれ （2012年3月4日、ニッポン放送） ゲスト
- イマルのナナ転び八起き→まるごとIMALU（STVラジオなど）
- Tresen+ （2012年10月 - 2017年3月、FMヨコハマ）IMA Berry Good 毎週月曜日19:20～19:40
- Tresen （2017年4月 - 2019年3月 、FMヨコハマ）火曜日レギュラー・アシスタントパーソナリティ
- 小倉・IMALUの○○玉手箱（2018年10月 - 、東海ラジオなど）
- Z-BOUNCE（2019年4月 - 2021年3月、FMヨコハマ）
- Tresen Friday（2021年4月 - 、FMヨコハマ）「でぃぐらじ」コーナーレギュラー

### インターネットラジオ
- IMALU&"JxJx"の超超超!!!自由時間 （2009年 - 2010年3月26日、アメーバスタジオ） メインパーソナリティ
- 【ハダカベヤ】ほろ酔い本音ディスカッション🍺 - stand.fm (2021年5月22日、毎週土曜 18:00更新、月に１回 stand.fm限定で生配信)

### ウェブテレビ
- SMASH HIT（2017年10月9日、AbemaTV SPECIAL 2） - MC[53]
- 和田アキ子 史上初の誕生会生中継（2019年4月10日、AbemaTV）[54]

### CM
- 江崎グリコ「ポッキー エビバデポッキー IMALU篇」（2009年10月 - ）CM初出演 [55][56]。
- 洋服の青山（2010年2月 -、相武紗季と共演）
- 富士重工業スバル・ルクラCMソング(イルリメとのコラボ曲)とナレーション[57]
- ヤマサ醤油
- 日本サンガリア「あなたのお茶」（2011年10月 - ）
- カイゲンファーマ かぜ薬 「改源錠」（2014年10月 - ）
- ユニクロ ヒートテック「2つの進化」篇

### 広告
- Tポイント（2009年、カルチュア・コンビニエンス・クラブ）[58]
- VIS X IMALU スペシャルコラボ IMALUプロデュース商品を販売
- 洋服の青山（スーツミーIMALU） プロデュース
- Ameba有名人ショップ（オールマイティアクセ） プロデュース
- オリンパス・ペン（E-P1 artist's Life） オリンパス ペン E-P1とコラボ[59]

### PV
- WISE (Into the sky feat. BEAT CRUSADERS) PV出演[60]

### イベント
- tre-sen サタデイライトフィーバー 2009 in よこはまコスモワールド〜君に任せた〜 MC
- tre-sen 春の祭り'09 初イベントMC[61]
- 東京ガールズコレクション2010 モデル
- キムビアンカNIGHT Vol.2（2010年2月26日）[62]
- @peps!ミュージック1周年記念 夏祭り'09 MC（2009年8月30日）[63]
- TOKYO NOW名古屋（2010年3月13日、初のLIVE）[64]
- 日本ユニセフ協会 チャリティーソング ハッピーバースデーダウンロードフォーチルドレン[65]に参加。
- IMALU NIGHT パーデンネン〜IMALU single"Uh Uh"RELEASE PARTY〜（2010年4月30日）DJ[57][66]
- BOMER-E LIVE HOT6（2014年4月1日、Zepp Nagoya）
- イナズマロックフェス2010（2010年9月18日、滋賀県草津市烏丸半島芝生広場）
- SHIZUOKA COLLECTION 2015 Autumn/Winter（2015年9月19日、グランシップ）ゲストモデル
- Karaoke World Championships 2016 日本大会 司会
- 松山春まつり2016 お姫様

### 雑誌
- Zipper（祥伝社）専属モデル、連載コラム(ライブレポート)「IMALUのおじゃま虫」
- FAB（フリーペーパー）連載コラム「IMALUのHEAR ME OUT!」
- NYLON JAPAN 連載コラム
- STATION BREAK（フリーペーパー） vol.5 （2009年夏） 初の雑誌表紙
- 婦人公論 インタビュー[67] （2009年7月）
- COOL TRANS（2010年2月号）OUTDOORPRODUCTS×IMALU×スー×ルルのコラボ
- haco.（フェリシモ）NUSY LOVE&PEACE PROJECT（チャリティーTシャツをデザイン）
- Mgirl2009-2010秋冬版 バービー生誕50周年企画に登場
- PS（2009年11月号）
- Ollie（2010年2月号）
- A BATHING APE 2009 AUTUMN COLLECTION
- 英語でしゃべらナイト2010年冬号 インタビュー

### アプリ
- IMALU for iPhone

### フォトグラファー活動
- 「Ao Art Freak IMALU写真展」2012年

### チャリティー活動
- 東日本大震災チャリティー写真集「SUPER AIX HOPE」
- 東日本大震災チャリティーコスメ「キールズクリームUFC」
- 東日本大震災チャリティーバッグ「ルートート」
- 東日本大震災チャリティーコンサート「SONG for LIGHT UP NIPPONプロジェクト2013」
- 「音の出る信号機」設置推進チャリティーラジオ「第38回ラジオチャリティーミュージックソン」
- 東日本大震災チャリティーコンサート「日韓交流おまつり2011 in Tokyo」
- 東日本大震災チャリティーオークション「Keep on your Jeans Spirits」Tシャツ
- 犬猫の殺処分ゼロチャリティーイベント「&PETS project HAPPY MUSIC FESTA」 2012年、2013年、2014年
- 東日本大震災チャリティープロジェクト STAND UP! JAPAN ドレス、Tシャツ
- アイのうた〜東日本大震災チャリティ・アルバム
- 東日本大震災チャリティー 2011神宮外苑花火大会
- 東北支援イベント“walk on”
- ROSES.Charity Art Exhibition 2011「今わたしたちにできること」For TOHOKU
- 東北風土マラソン2015 スペシャルサポーター

## 書籍
- IMALUのまるもうけ辞典 （2014年10月24日、経済界、ISBN 978-4-7667-8586-9）

## 演じた女優
- 尻引結馨「Jimmy〜アホみたいなホンマの話〜」（2018年、Netflix）
- 葵わかな「誰も知らない明石家さんま」内でのミニドキュメンタリードラマ『笑顔に会いに行く道』（2020年、日本テレビ）[68]